# Rineloricaria setepovos
Rineloricaria setepovos är en fiskart som beskrevs av Miriam S. Ghazzi 2008. Rineloricaria setepovos ingår i släktet Rineloricaria och familjen Loricariidae. Inga underarter finns listade i Catalogue of Life.